# Surt el sol a Edimburg
Surt el sol a Edimburg (títol original en anglès: Sunshine on Leith) és una pel·lícula musical del 2014 dirigida per Dexter Fletcher i basada en l'obra musical homònima. El film té un ampli repertori del grup The Proclaimers, els quals van fer un cameo.
La producció va ser projectada al Festival Internacional de Cinema de Toronto de 2013 en la Secció Especial de Presentació.

## Argument
Després de servir l'Exèrcit Britànic, Davy i Ally (George MacKay i Kevin Guthrie) tornen a Edimburg on les seves famílies els esperen: Ally torna amb la seva nòvia Liz (Freya Mavor): infermera de professió i germana de Davy. En la seva primera nit d'oci, aquesta els presenta a la seva companya Yvonne (Antonia Thomas). Després d'aquesta cita doble, Davy i Yvonne comencen una relació.
D'altra banda, Ally confessa tenir pensant demanar-li matrimoni a la seva nòvia, però tot es torça quan rep una carta d'una suposada filla fruit d'una aventura.

## Repartiment
- George MacKay és en Davy Henshaw
- Kevin Guthrie és l'Ally
- Freya Mavor és la Liz Henshaw
- Antonia Thomas és l'Yvonne
- Jane Horrocks és en Jean Henshaw
- Peter Mullan és en Robert "Rab" Henshaw
- Jason Flemyng és en Harry Harper
- Paul Brannigan és en Ronnie
- Paul McCole és l'Ewan

## Banda sonora
La pel·lícula compta amb 14 cançons Proclaimers:
1. Sky Takes the Soul
2. I'm on My Way
3. Over and Done With
4. Misty Blue
5. Make My Heart Fly
6. Let's Get Married
7. Life With You
8. Oh Jean
9. Hate My Love
10. Then I Met You
11. Should Have Been Loved
12. Sunshine on Leith
13. Letter from America
14. I'm Gonna Be (500 Miles)